# Tonindustrie Scheibbs

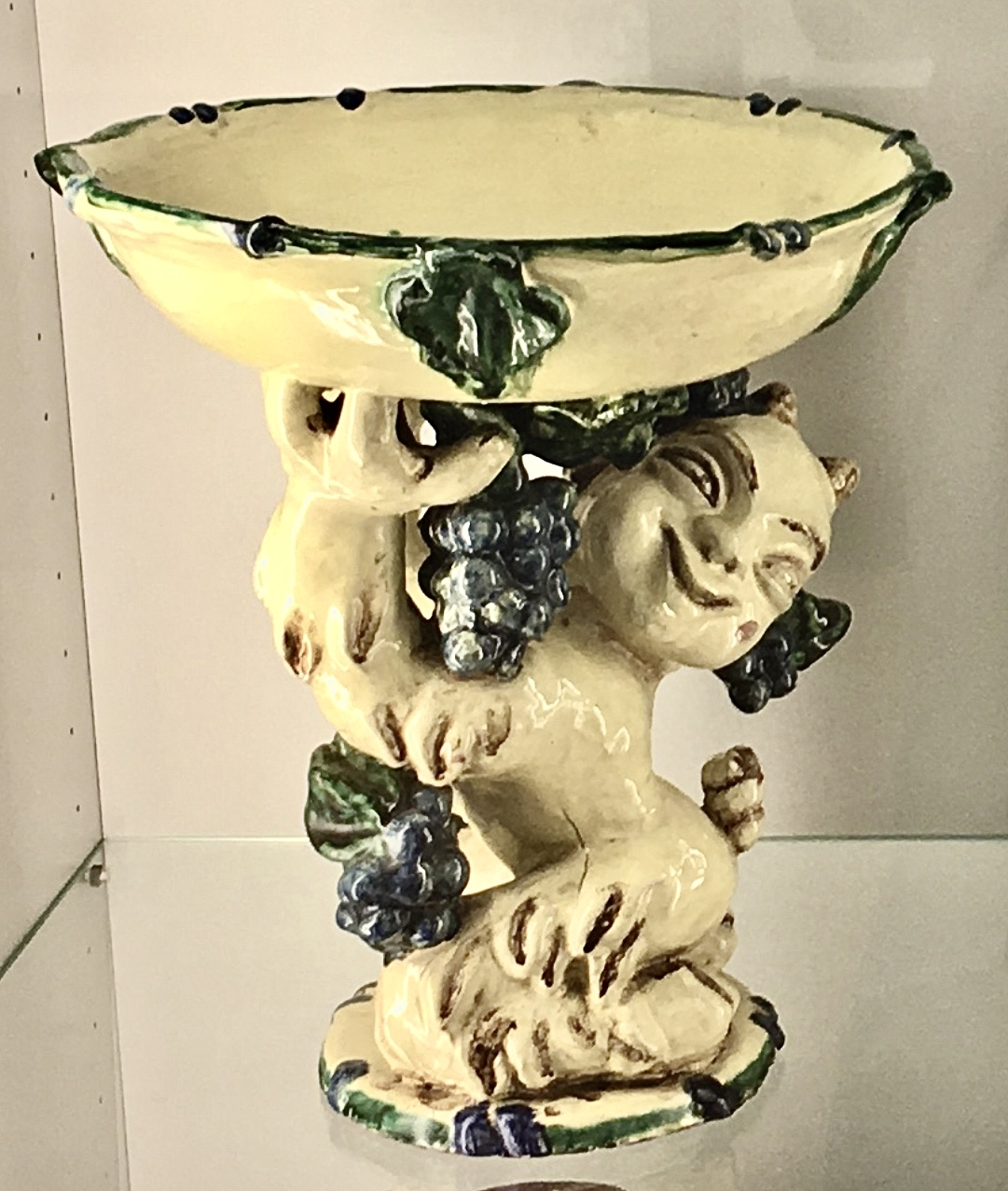
Tonindustrie Scheibbs Satyr

Die Tonindustrie Scheibbs war eine Keramikmanufaktur der Zwischenkriegsjahre in Scheibbs, mit Verbindung zur Wiener Werkstätte. Wie viele andere Keramikwerkstätten musste sie aufgrund der Rezession Anfang der 1930er Jahre Konkurs anmelden. Der Stil ist vornehmlich dem Expressionismus zuzuordnen, mit einem Hang zur Groteske und unter Einflüssen fernöstlicher und naiver Kunst.

## Geschichte

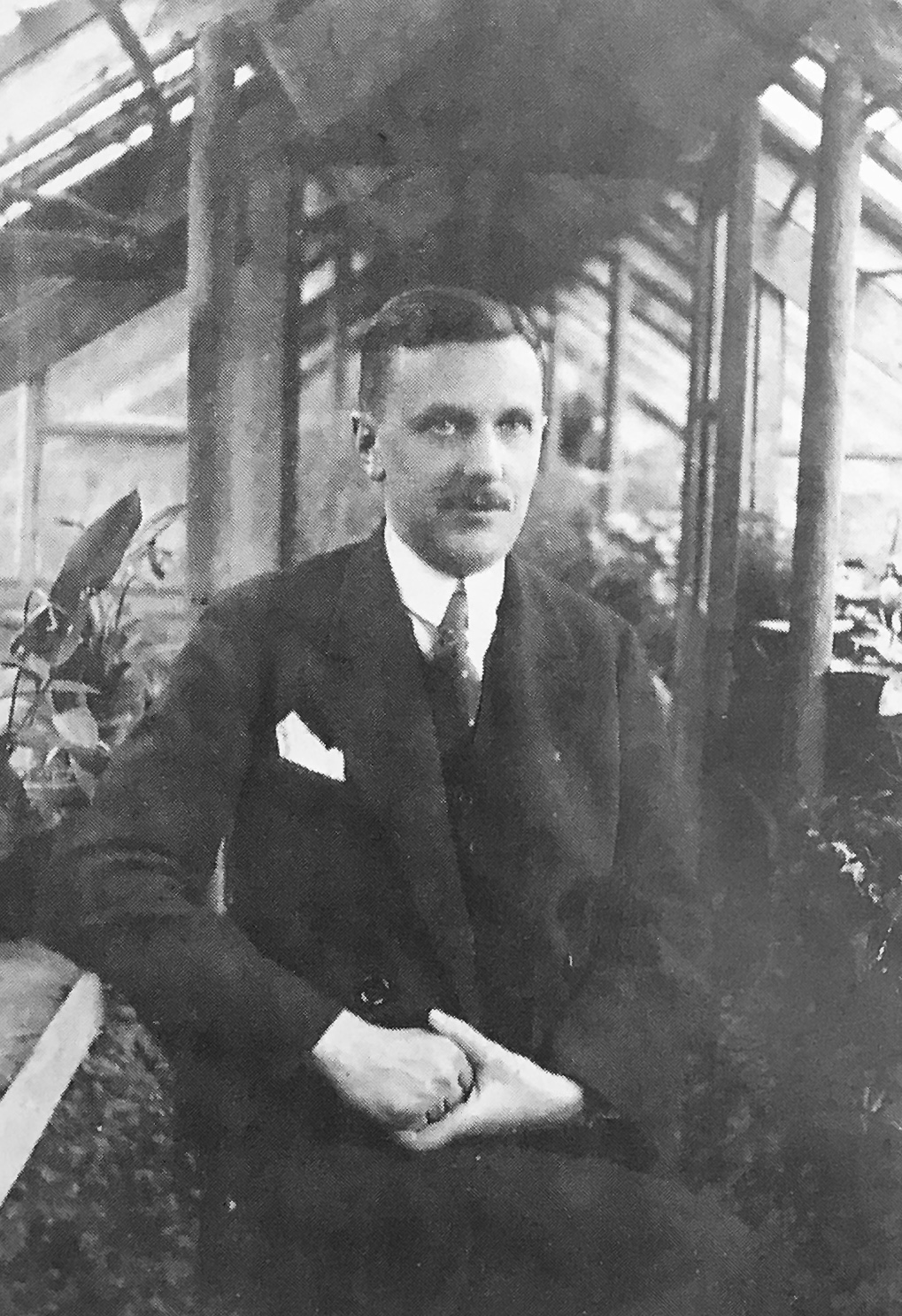
Ludwig Weinbrenner (1881–1966)

Die Tonindustrie Scheibbs wurde 1923 vom Wiener Großgärtner Ludwig Weinbrenner in Scheibbs gegründet. Dieser war der Sohn eines Wiener Großgärtners, der in Floridsdorf und Strebersdorf seine Gärtnereien hatte. Weinbrenner selbst studierte an der Technischen Universität Wien, schloss allerdings nicht ab, war aber kulturell interessiert und künstlerisch begabt und wurde vorerst erfolgreicher Züchter von Orchideen, Kakteen, Rosen und Hortensien als Wiener Stadtgärtner.

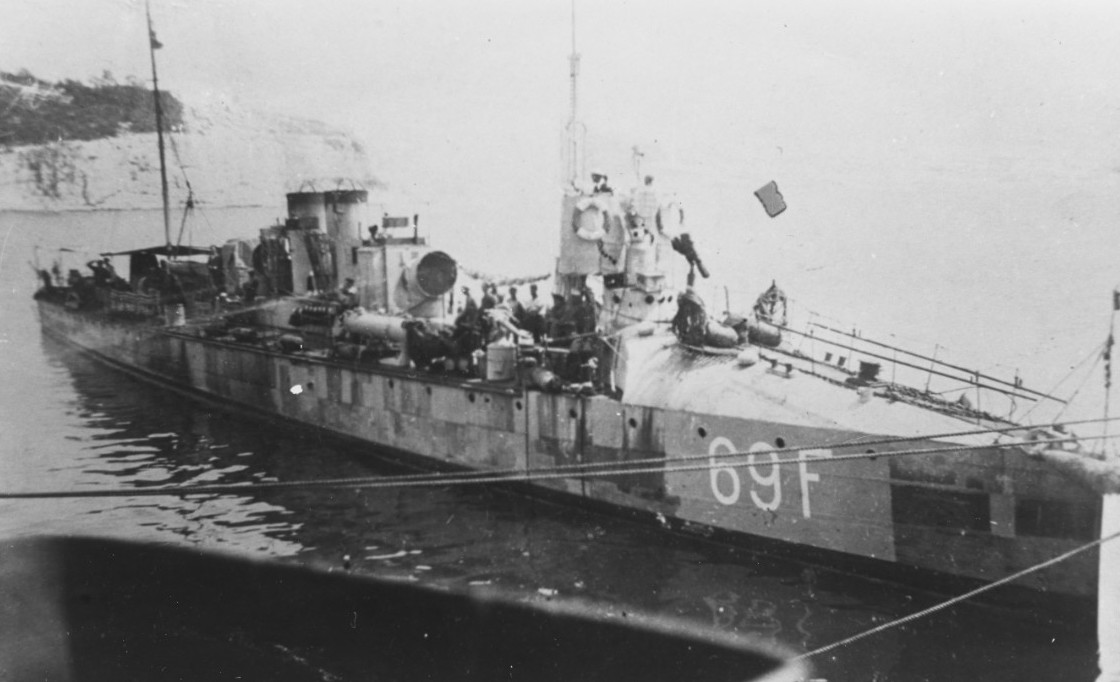
Österreichisches Torpedoboot der Kaiman-Klasse

1910–1911 war er auf Einladung der österreichischen Regierung mit einer Kommission auf einer Reise in den Fernen Osten – Japan, später auch China und Sumatra – gewesen, von wo er exotische Pflanzen, Kunstschätze und Kuriositäten auf dem kaiserlichen Torpedoboot der k.u.k. Marine nach Österreich mitbrachte. Kaiser Franz Joseph I. hatte damals die Absicht, den dalmatinischen Karst, der durch den Kahlschlag der Venetianer im Lauf der Jahrhunderte entstanden war, aufforsten zu lassen, worin die Japaner führend waren.

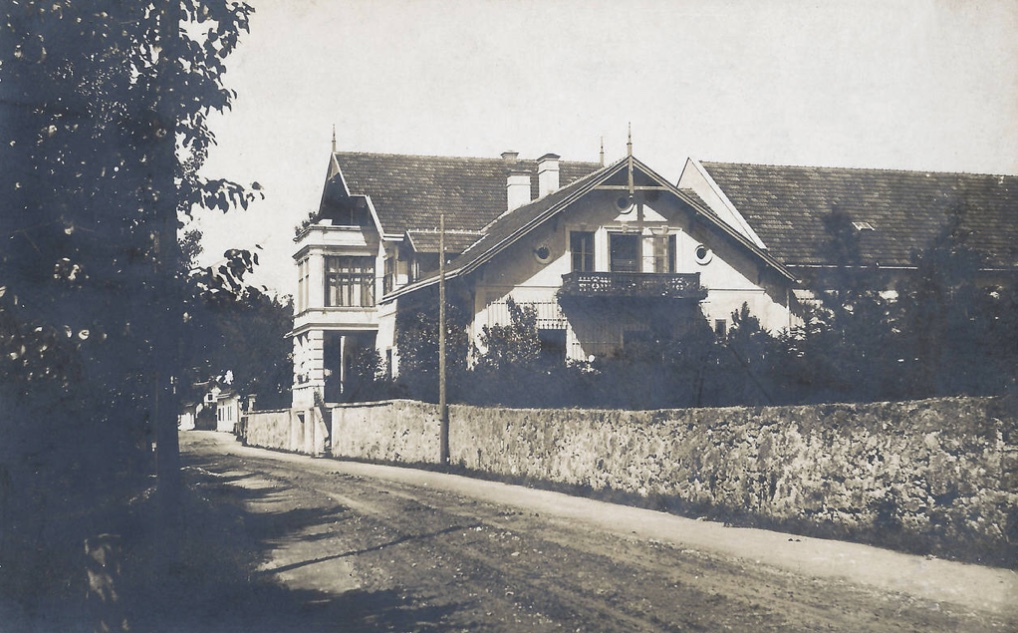
Scheibbsbachhof

Nach dem Tod seiner Frau 1916 und Unstimmigkeiten innerhalb der Familie zog Weinbrenner mit seiner zweiten Frau, die er 1919 geheiratet hatte, nach Scheibbs. Dort kaufte er von einem Bekannten das Gut Scheibbsbachhof neben dem Krankenhaus Scheibbs, wo er eine Gärtnerei mit japanischem Garten und Teehaus einrichtete und viele asiatische Kuriositäten ausstellte, darunter ein Samuraischwert, Elfenbeinarbeiten, Seidenmalereien und Teile einer japanischen Rüstung.

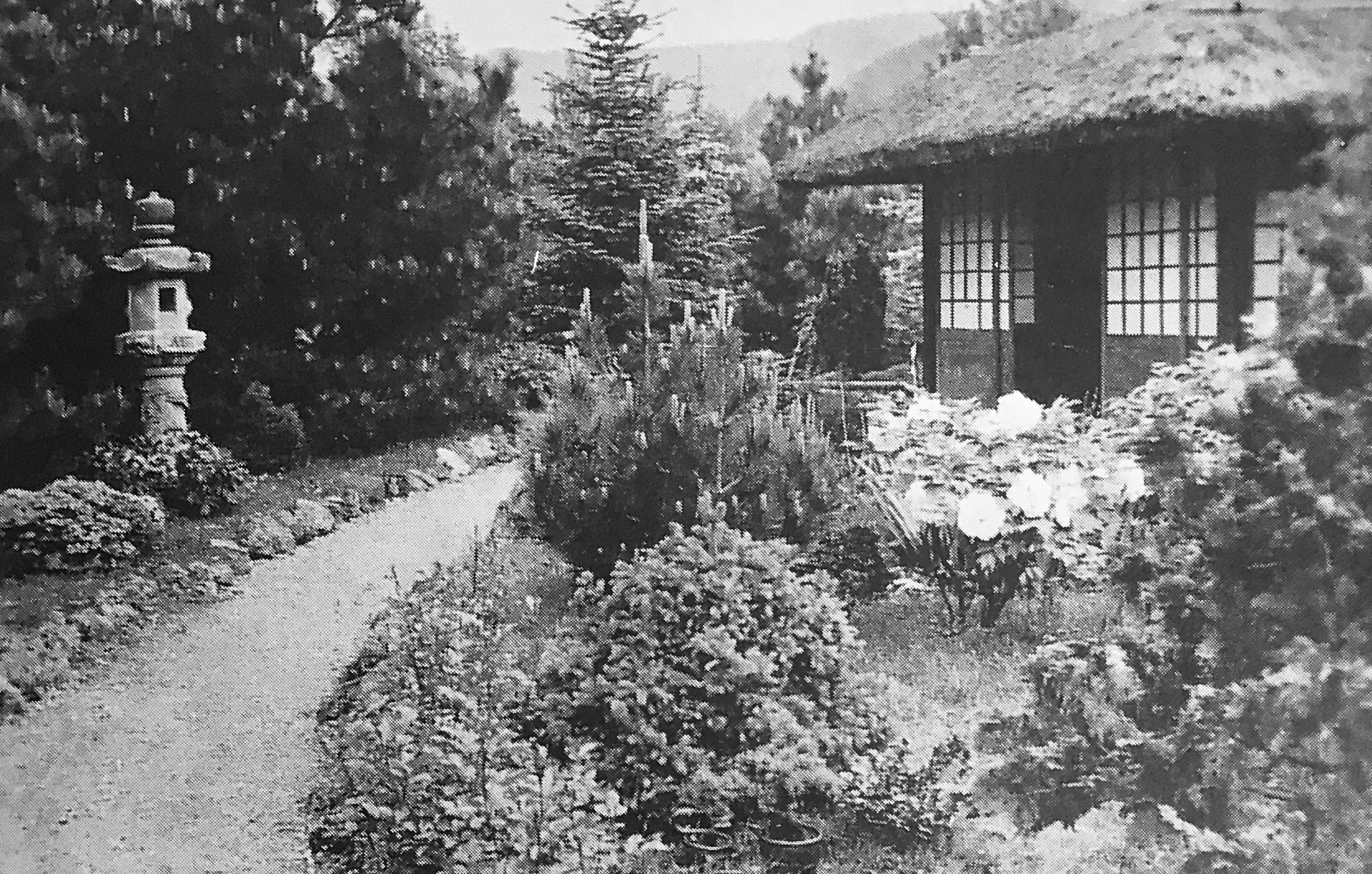
Weinbrenners japanisches Teehaus in seinem Garten

Weinbrenner führte ein offenes Haus, er hielt ein Huzi, ein Huzulenpferdchen, das er vor seine Kutsche spannte, und lud öfter die benachbarten Spitalsärzte ein, die mit Sezierbesteck Wild zerlegten. Er hielt Hühner und Schweine, belieferte mit den Eiern per Bahn Wiener Hotels, machte Marmelade und brannte Liköre. Das alles neben seiner Tätigkeit als Gärtner, wo er Rosen, Orchideen, Gladiolen und Hortensien züchtete.

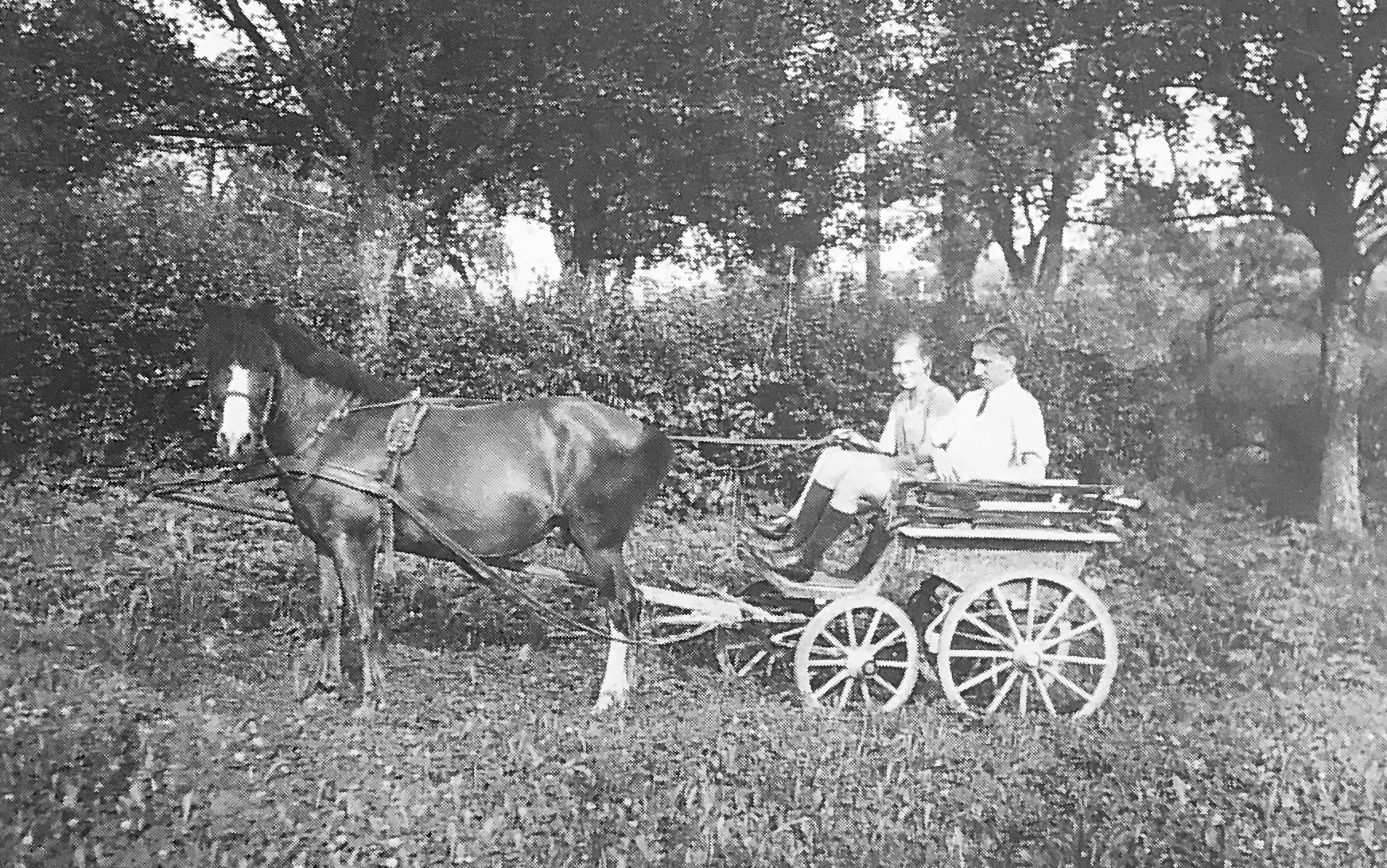
Weinbrenner mit seinem Huzi

Auf seinem Grundstück, einem Hangstück, das seit Jahrhunderten Laymberg genannt wird – Laim ist eine alte Bezeichnung für Lehm, Ton –, entdeckte er auch ein kleines Tonvorkommen und gründete infolgedessen eine Manufaktur. Weinbrenner begann mit dem Wiener-Werkstätten-Künstler und späteren Leiter der Gmundner Keramik Rudolf Knörlein als Werksleiter und mit den Schwestern Elisabeth und Adelgunde Krippel, beide diplomierte Schülerinnen von Michael Powolny, auf dem Areal seiner eigenen Gärtnerei eine vorerst provisorische kunstkeramische Produktion aufzuziehen.
Bald übersiedelte er in die durch Konkurs freigewordenen Gebäude der Achsen- und Weichgussfabrik Gaißmayer & Schürhagl in Scheibbs-Heuberg beidseits des Flusses Erlauf und lernte an die fünfzig arbeitslose Metallarbeiter als Keramikhilfskräfte an. Nachdem das Tonvorkommen gering und von mäßiger Qualität war, musste bald Ton aus Deutschland importiert werden.
Über diese ersten Mitarbeiter und über seine guten Kontakte zu Powolny und den anderen in Wien aktiven Keramikkünstlern kam Weinbrenner in Kontakt zur Wiener Werkstätte (WW), die in Wien eine eigene Keramikwerkstätte betrieb. So entstand eine Reihe von Objekten, die mit dem Scheibbser Stempel und dem der Wiener Werkstätte gemarkt sind. Ob sie in Scheibbs für die WW hergestellt wurden bzw. über die WW in den Verkauf kommen sollten, oder ob die WW in Scheibbs eigene Entwürfe anfertigen ließ, konnte bislang nicht geklärt werden. Solche Verbindungen der WW gab es auch unter anderem zu Gmunden.

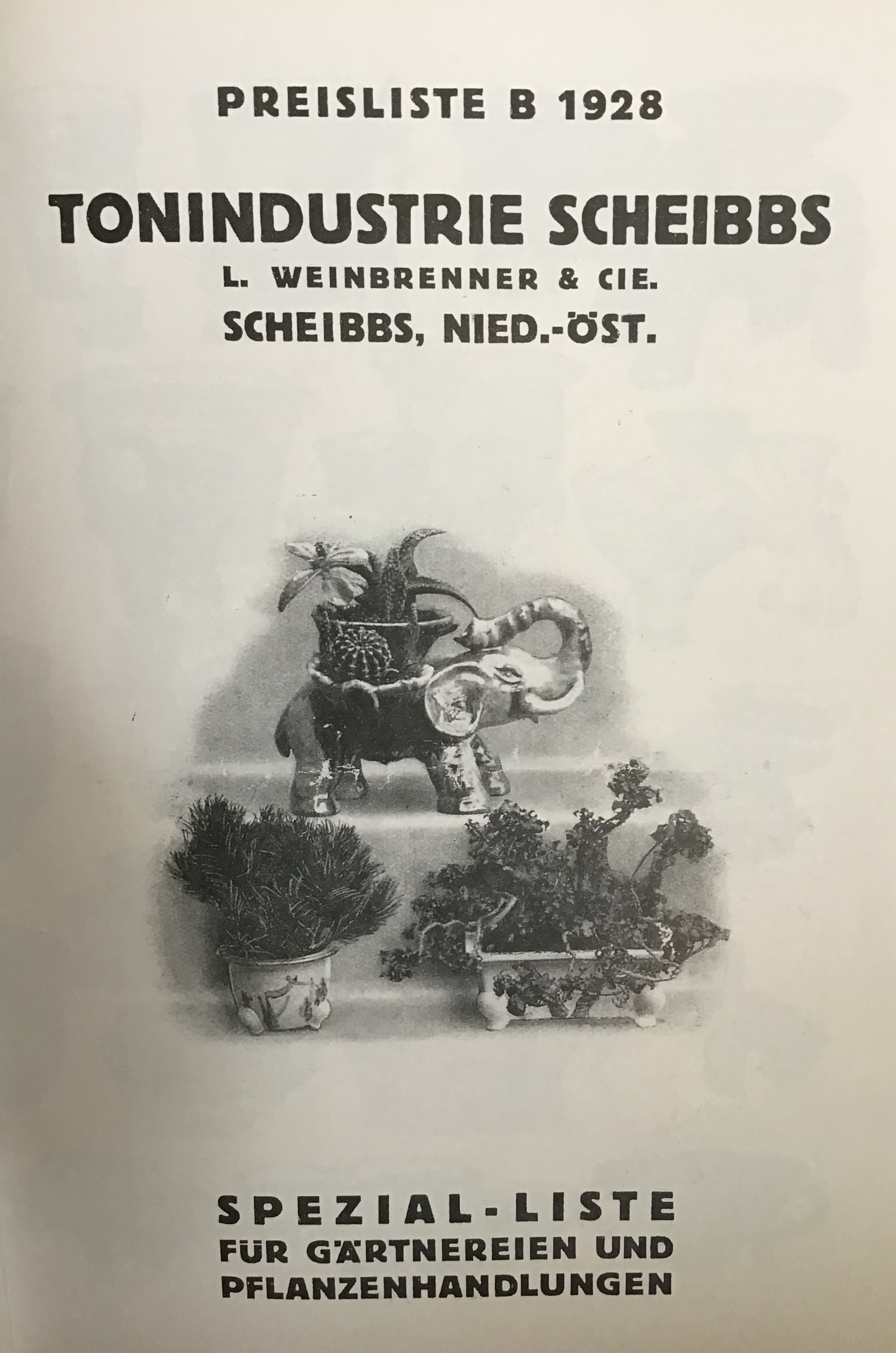
Tonindustrie Scheibbs Katalog

Sehr rasch bekam das Unternehmen einen beachtlichen Umfang, über achtzig Prozent der Produktion gingen in den Export. Alle europäischen Länder, vorwiegend aber Nord- und Südamerika, von wo eigene Einkäufer kamen, bestellten und im Voraus bezahlten, wurden beliefert. Für den Versand gab es sogar eine eigene Holzwolle- und Kistenerzeugung in der Firma.

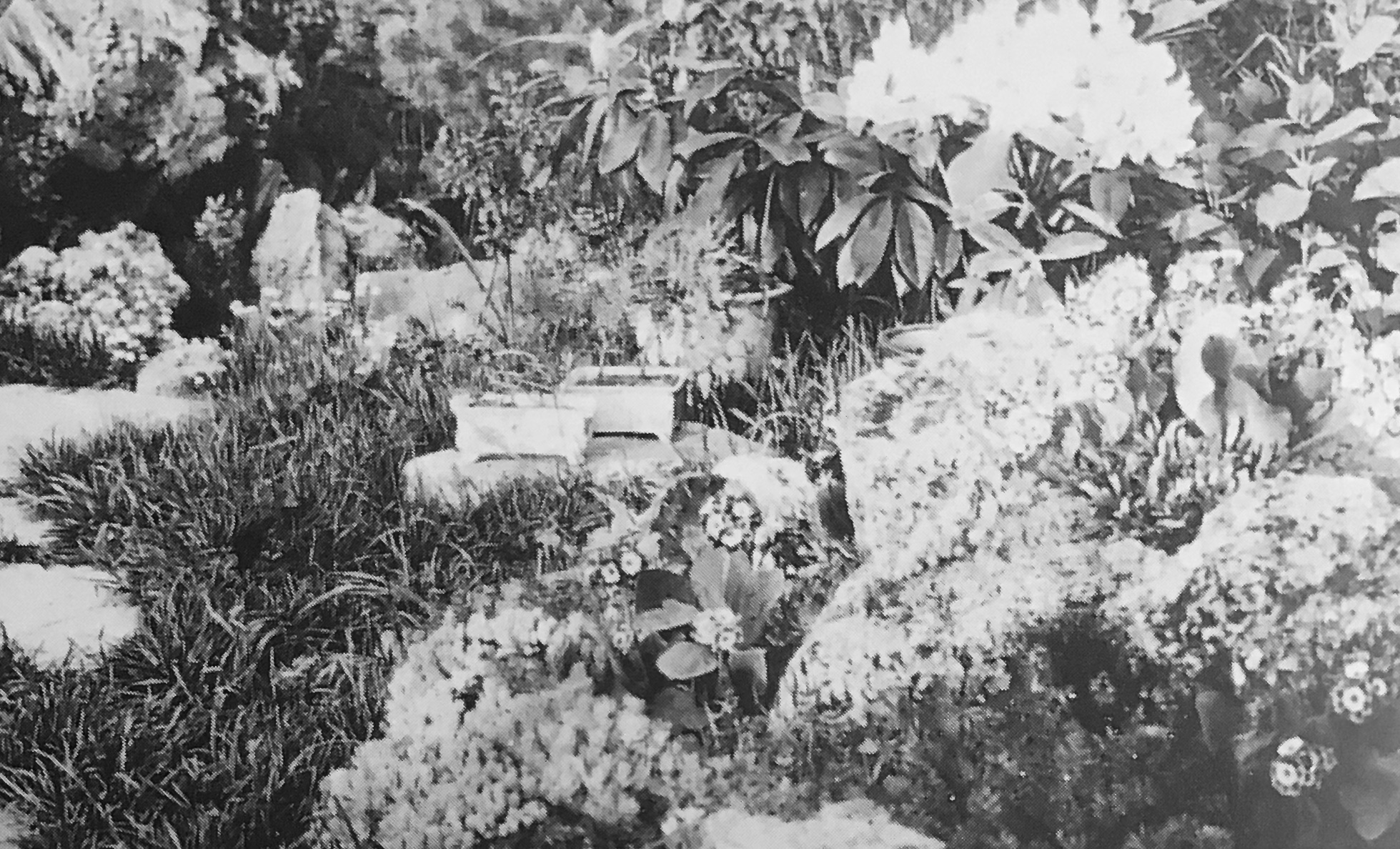
Weinbrenners Garten

Von Anfang an produzierte Weinbrenner im eigenen Interesse für seine Gärtnereien. In der Erzeugung der Tonwaren nahmen Gartengeschirre, Über-, Bonsai- und Kaktustöpfe, Jardinieren und Vasen aller Art einen breiten Raum ein. Dabei wurde auch die einfachste Irdenware künstlerisch aufwändig gestaltet und hochwertig ausgeführt. Auch schlug Weinbrenners Liebe zur fernöstlichen Kultur, insbesondere zur chinesischen und japanischen Gartengestaltung, die er im Zuge mehrerer Reisen in den fernen Osten (Japan, China, Sumatra) kennen gelernt hatte, deutlich nieder. Es ließ von einigen der fernöstlichen Töpfe, die er aus Asien mitgebracht hatte, Gipsformen anfertigen und diese Töpfe in Serie gehen. Die Abdrücke waren so exakt gemacht, dass sogar die ursprünglichen asiatischen Schriftzeichen am Gefäßboden erhalten blieben und sich so auf den neuen Scheibbser Töpfen fanden.
Knörlein und den Krippel-Schwestern folgten als Keramikkünstlerinnen Hilde Heger und Helene Dörr. Mit ihnen kam ein noch stärkerer Einfluss der Wiener Werkstätte nach Scheibbs. Beide hatten – wie schon Rudolf Knörlein – unter anderem bei Vally Wieselthier, der bedeutendsten Keramikkünstlerin des Wiens der 1920er Jahre, gelernt oder praktiziert. Es entstanden außergewöhnliche, expressive und bizarre Tonwaren. Heger war ab 1925–1927 in Scheibbs, Dörr von 1924–26.
Die Steingutproduktion war zwischen rechtem Erlaufufer und Straße in einer der ehemaligen Gaißmayer & Schürhagl-Werkstätten untergebracht. Die Rohlinge brachte eine Art Förderband entlang der Holzbrücke zum Brennofen über die Erlauf. Es gab einen eigenen, gedruckten Warenkatalog, der verschiedenste Gebrauchsartikel aus Steingut beinhaltete, von Speise-, Kaffee- und Teeservices über Zierteller, Vasen, Puppengeschirr bis zu Sanitärbedarf. So stand diese Steinguterzeugung in Kontrast zur Kunstkeramik des linken Erlaufufers, in Design und Dekor lehnte sich diese vielfach an bestehende Vorbilder an wie die Wilhelmsburger Keramik oder Villeroy & Boch, es gab aber auch kunstvolle Entwürfe von Josef Hoffmann im späten Jugendstil.

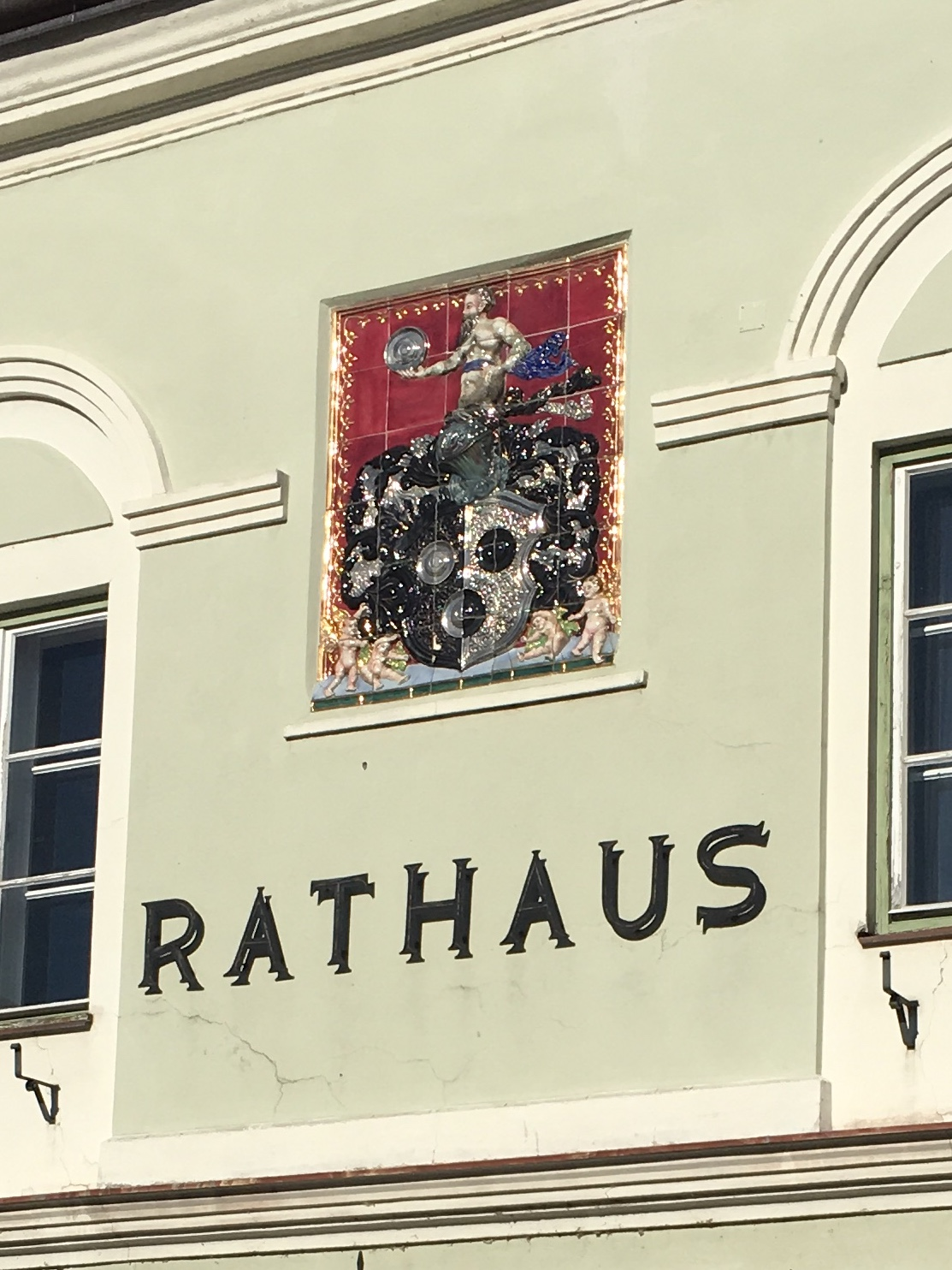
Stadtwappen am Scheibbser Rathaus in Relieffliesen der Tonindustrie

1926 wurde das Stadtwappen von Scheibbs von Johann und Alois Illek zur zweiten Stadterhebung angefertigt und war ein Geschenk der Tonindustrie an die Stadt Scheibbs. Als Vorlage diente der Wappenbrief aus dem Jahr 1537.

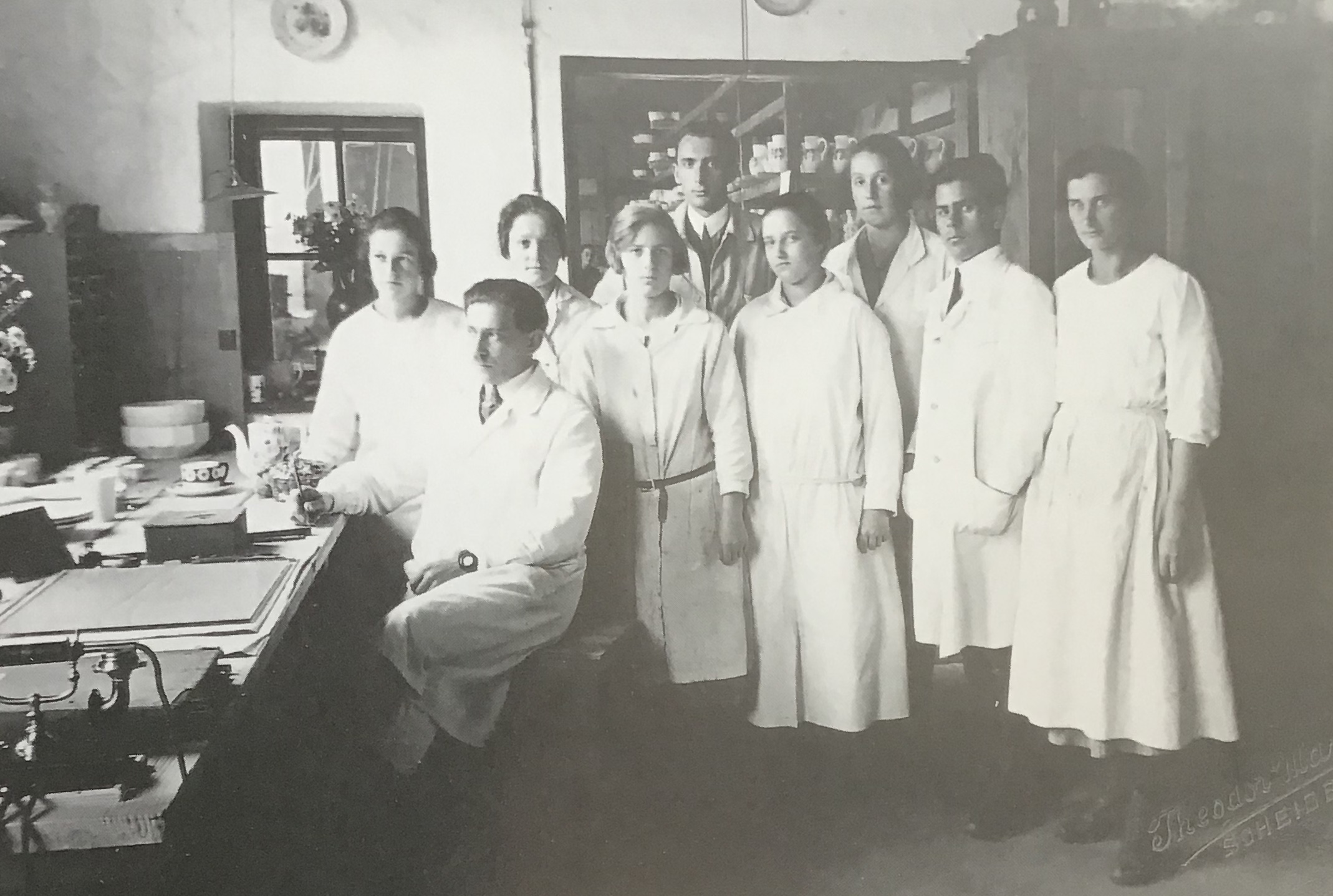
Tonindustrie Scheibbs Team

Nach dem Schwarzen Freitag, dem Banken- und Börsencrash 1929 in den USA, war das Amerikageschäft schlagartig zu Ende und in Österreich herrschten Armut und Arbeitslosigkeit. Weinbrenner musste alle Künstler und alle teuren Fachleute entlassen. Der Exekutor war ständiger Gast, die Firma war nicht mehr zu halten, 1933 erfolgte die Schließung nach Konkurs der Firma und privaten Schwierigkeiten, die sich für den Gründer ergaben, der 1932 über Portugal nach Paraguay emigriert war und seine Frau und Kinder zurückließ. Anlass für dieses panische Verhalten dürfte die Angst vor einem Verfahren wegen fahrlässiger Krida gewesen sein.

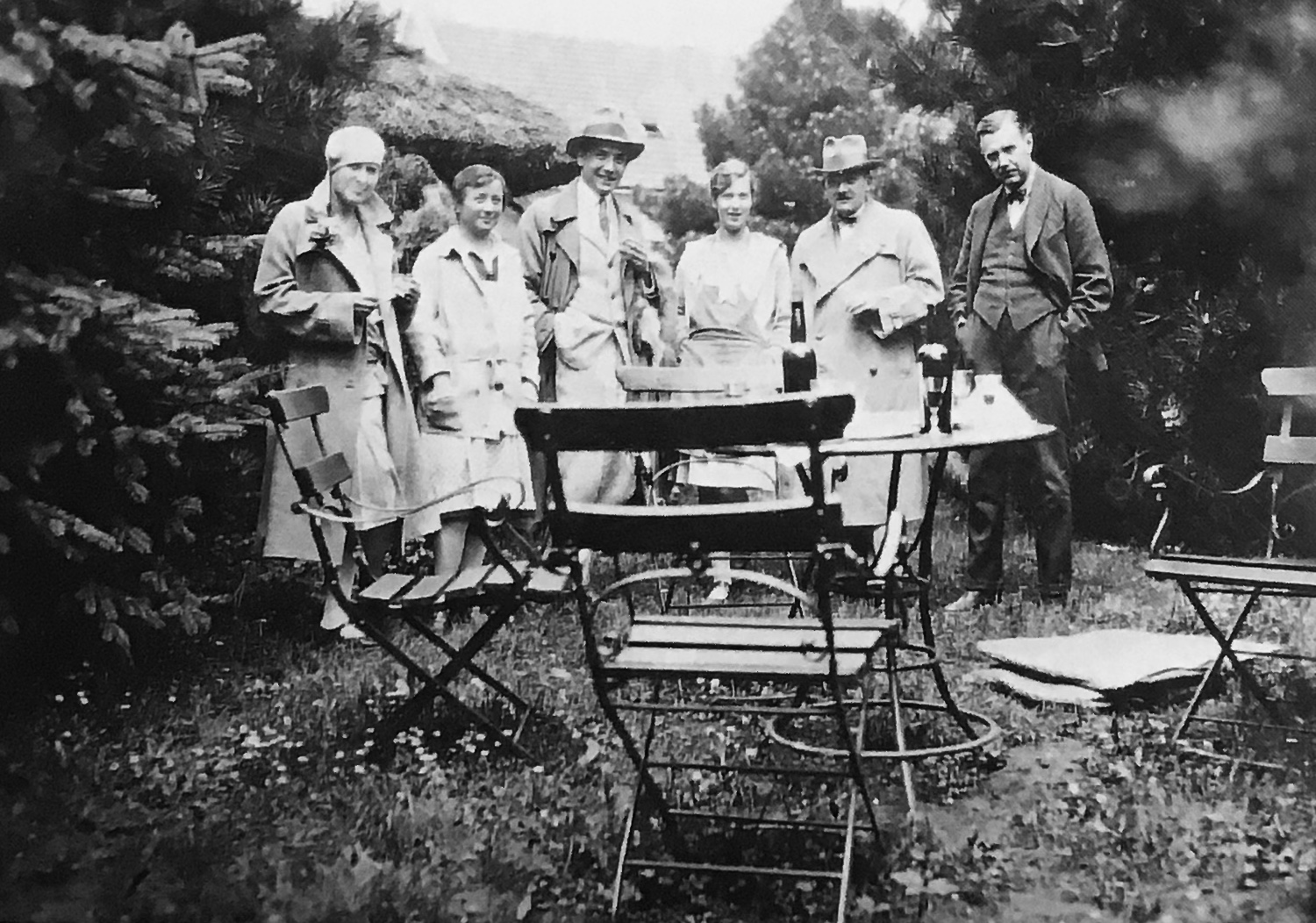
Weinbrenner Familie: er selbst rechts, mittig seine Kinder Theo und Martha

Sein Besitz wurde versteigert, nur die Firma blieb offiziell seinen beiden Kindern Martha und Theo, stand aber unter Zwangsverwaltung. 1933 war für kurze Zeit Villeroy & Boch Eigentümer. Der Scheibbsbachhof wurde ersteigert von Henriette Stoyanoff, Gattin des damaligen bulgarischen Botschafters in Wien, die zu Silvester 1933 mysteriös verstarb. Die Grundstücke der Gärtnerei wurden parzelliert und schon in den 60er Jahren etablierte sich dort wieder eine Gärtnerei. Die Kinder Weinbrenners mussten sich in Deutschland auf einer Hühnerfarm verdingen, seine Frau ließ sich scheiden und ging nach Wien zurück.

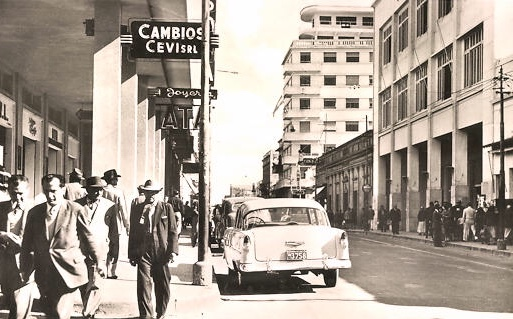
Asunción

Ludwig Weinbrenner meldete sich per Post immer wieder aus dem Exil, kam aber nie mehr nach Europa zurück. Er nahm als Koch an einer Expedition teil und verdingte sich als Truppenkoch im Krieg zwischen Paraguay und Bolivien. Er betrieb mit einem italienischen Kompagnon eine Import-Export-Firma, die gut lief, aber vom Zweiten Weltkrieg jäh beendet wurde. Mit einem spanischsprechenden Kompagnon gründete er eine Tonerzeugung, die im Bankrott endete. In Asunción malte er Bilder und Porträts und arbeitete als Buchhalter in einem Hotel. Weinbrenner hatte 1934 ein drittes Mal geheiratet und starb verarmt 1966 an Krebs.

## Produktion

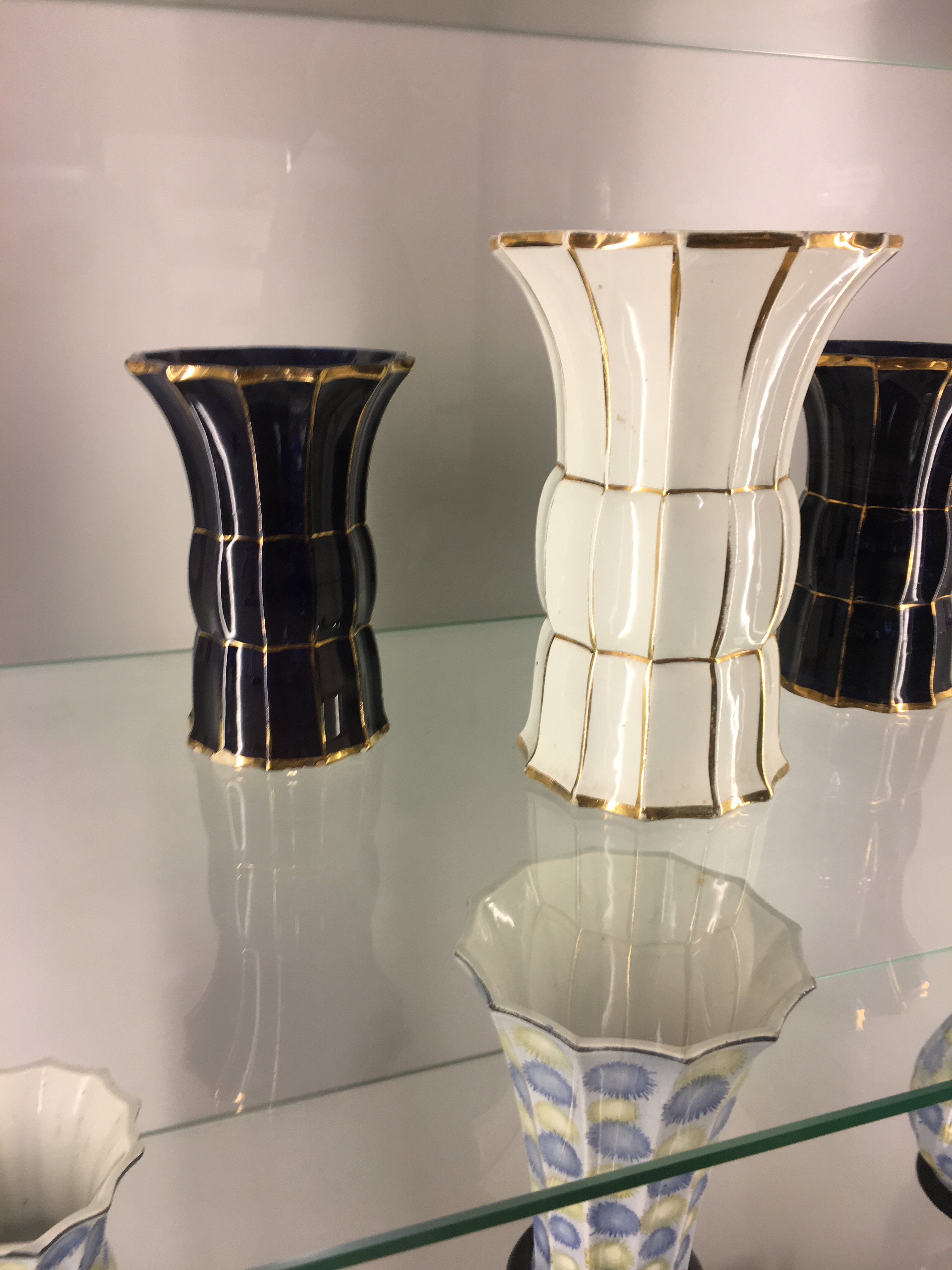
Josef Hoffmann für die Tonindustrie Scheibbs

Ludwig Weinbrenner führte in Scheibbs ein offenes, großzügiges Haus und hielt Kontakt mit allen Keramikfachleuten und -Künstlern seiner Zeit. Sowohl die bereits berühmten, arrivierten Keramiker wie Michael Powolny, Franz Schleiß und Josef Hoffmann, als auch die jungen, oft noch studierenden Künstler kamen gerne und wiederholt nach Scheibbs. Von Josef Hoffmann, der oft privat in Gresten zu Gast war und bei dieser Gelegenheit gerne auch Scheibbs besuchte, stammen viele Entwürfe der Steingutproduktion, Franz Schleiß machte wiederholt Glasurproben.
Die junge Gudrun Baudisch war schon 1924 ein gern gesehener Gast, von ihr stammen die Originalentwürfe der später für die Wiener Werkstätte produzierten expressiven Frauenköpfe. Manche Entwürfe lassen auf Kitty Rix schließen, die jungen Künstlerinnen kannten sich alle gut und standen unter denselben künstlerischen Einflüssen. Auch Walter Bosse war einige Monate in Scheibbs und hat hier seine Spuren hinterlassen.

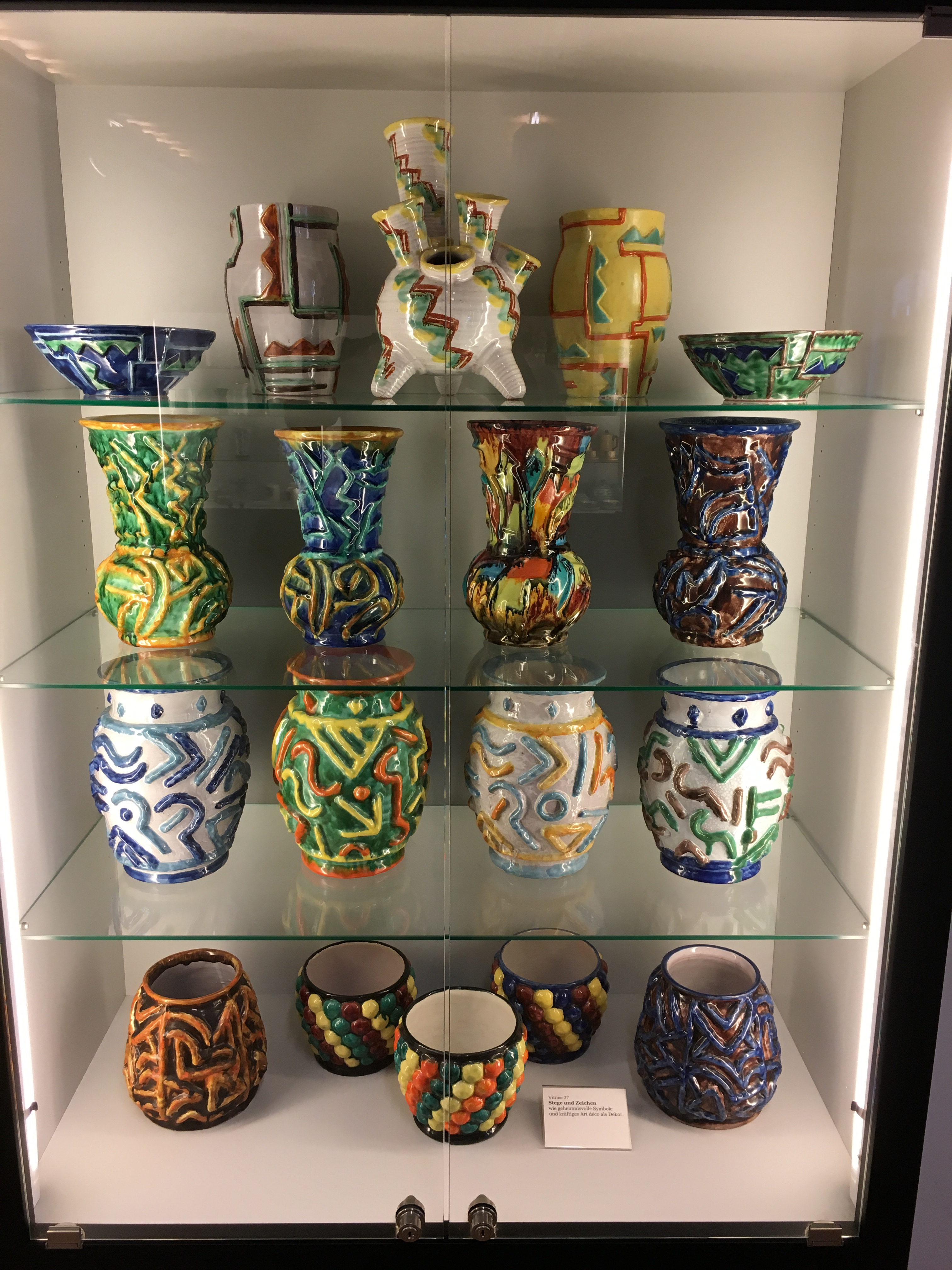
Tonindustrie Scheibbs Vasen

Eine Besonderheit der Tonindustrie Scheibbs waren die vielfältigen Glasuren auf ein und demselben Modell. Am Anfang waren meist nur geringe Mengen an Glasuren vorrätig, die Farben, die eben vorhanden waren, wurden verarbeitet und konnten am nächsten Tag wieder aufgebraucht sein, dann wurden eben wieder andere Farben verwendet. Aus dieser Not wurde eine Tugend und ein Prinzip der ersten zehn Jahre. Wenn es möglich war, wurde kein Modell gleich dem anderen glasiert, was heute besonders für Sammler interessant ist.

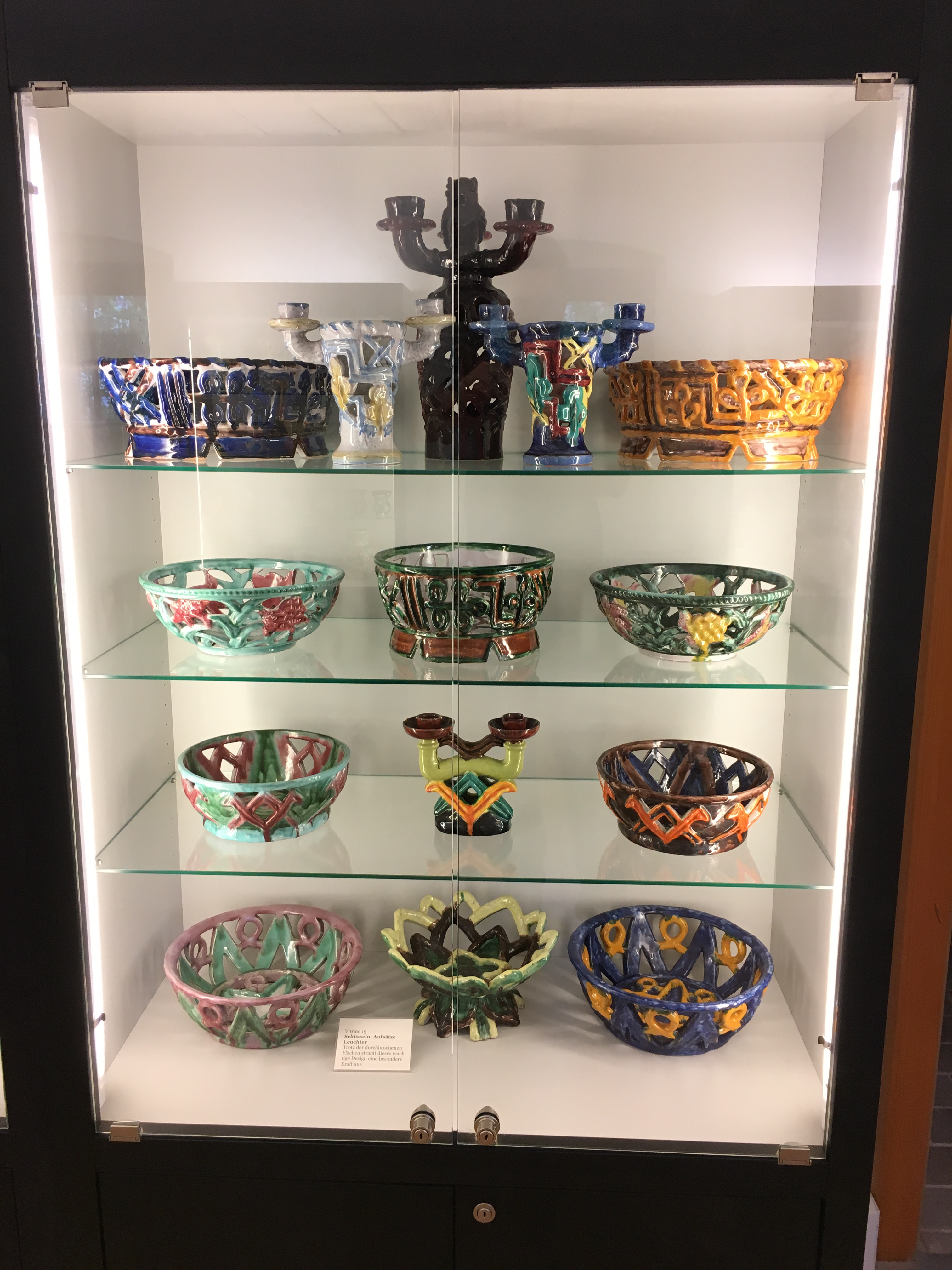
Keramiken der Tonindustrie Scheibbs

Die durchbrochenen Wandungen der Scheibbser Objekte kannte man nicht nur vom Porzellan, auch in der Keramik tauchen diese auf, wie zum Beispiel auf Scherzkrügen von Hafnerware. Ein Stilmittel des frühen 20. Jahrhunderts wurde es besonders bei Josef Hoffmann, Dagobert Peche und Vally Wieselthier. Die Herstellung war relativ aufwändig, es kam auch vor, dass Flächen nicht ausgeschnitten wurden, so dass die Stege nur als Zierelement vorhanden sind.

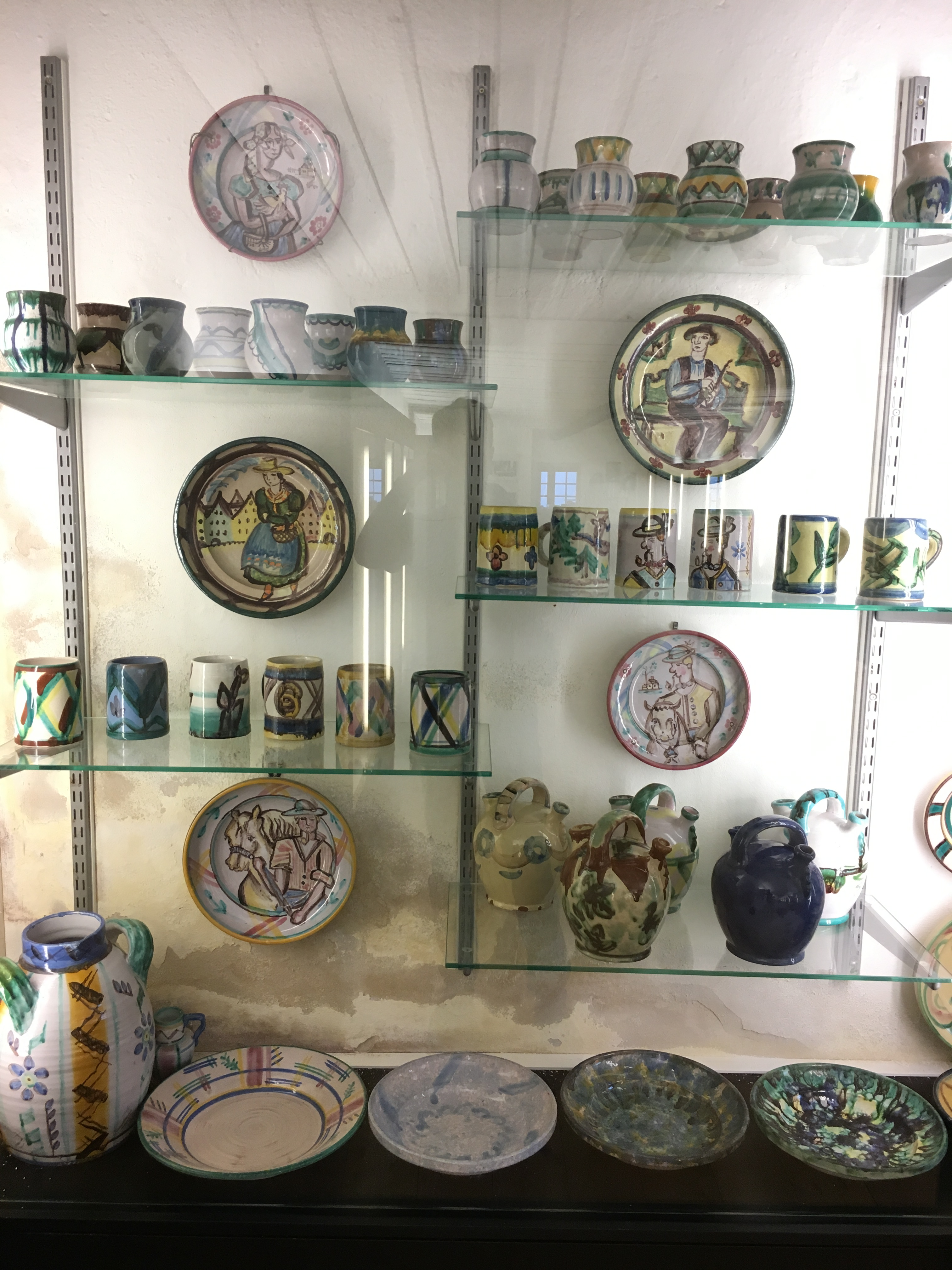
Tonindustrie Scheibbs Teller und Krüge

Die vielfältige Produktion von Tellern, Schüsseln und Krügen knüpfte an die überlieferte und bodenständige Hafnertradition an, war im Design aber auch hier oft sehr ausgefallen. Neben der Darstellung von Bauern, Jägern und anderen ländlichen Szenen finden sich viele sehr abstrakte oder verfremdete Darstellungen, oft mit flüchtigem Strich, wie flüchtig hingeworfen, spielerisch und unbekümmert. Die wilden, kraftvollen Formen haben oft skulpturhaften Charakter.

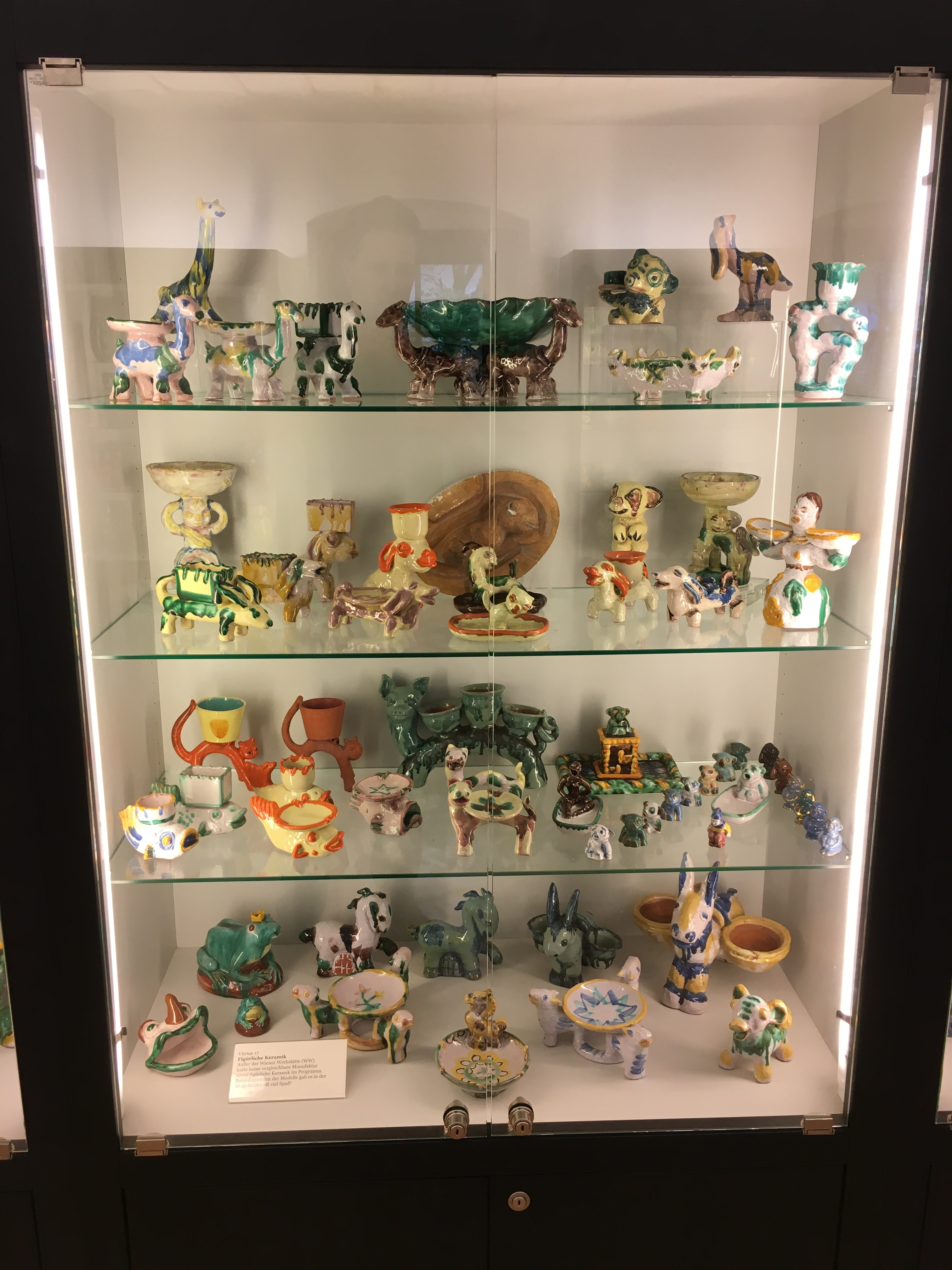
Tonindustrie Scheibbs Figuren

Eine weitere Besonderheit der Tonindustrie Scheibbs waren die vielen Kreationen an figuraler Keramik. Größtenteils war den Tierfiguren eine Funktion gegeben: Ascher, Träger von Kaktustöpfchen, Zahnstocher- oder Zigarettenbehälter, größere waren oft Lampenfüße für elektrische Tischlampen, manche Tierdarstellungen waren sehr humorvoll. Auch hier wurde ein und derselbe Entwurf in verschiedenen Farben glasiert. Bei den Tierdarstellungen kann man mehrere Einflüsse erkennen: das Reh, das sich umdreht und schaut, könnte von Gudrun Baudisch stammen.
Andere wieder, wie ein Hase mit dem Kaktustopf am Rücken und die Tragesel nach italienischem Vorbild, stammen von Walter Bosse. Wieder andere werden Kitty Rix zugeschrieben. Auf den ersten Blick erscheinen viele Tierfiguren stümperhaft und primitiv, in ihrer Gesamtheit aber wird dem Betrachter bald die geradezu geniale Vereinfachung und witzige Übertreibung bewusst, wie etwa bei kleinen Hunden, Pelikanen, Lamas oder Katzen mit Töpfchen am Rücken.

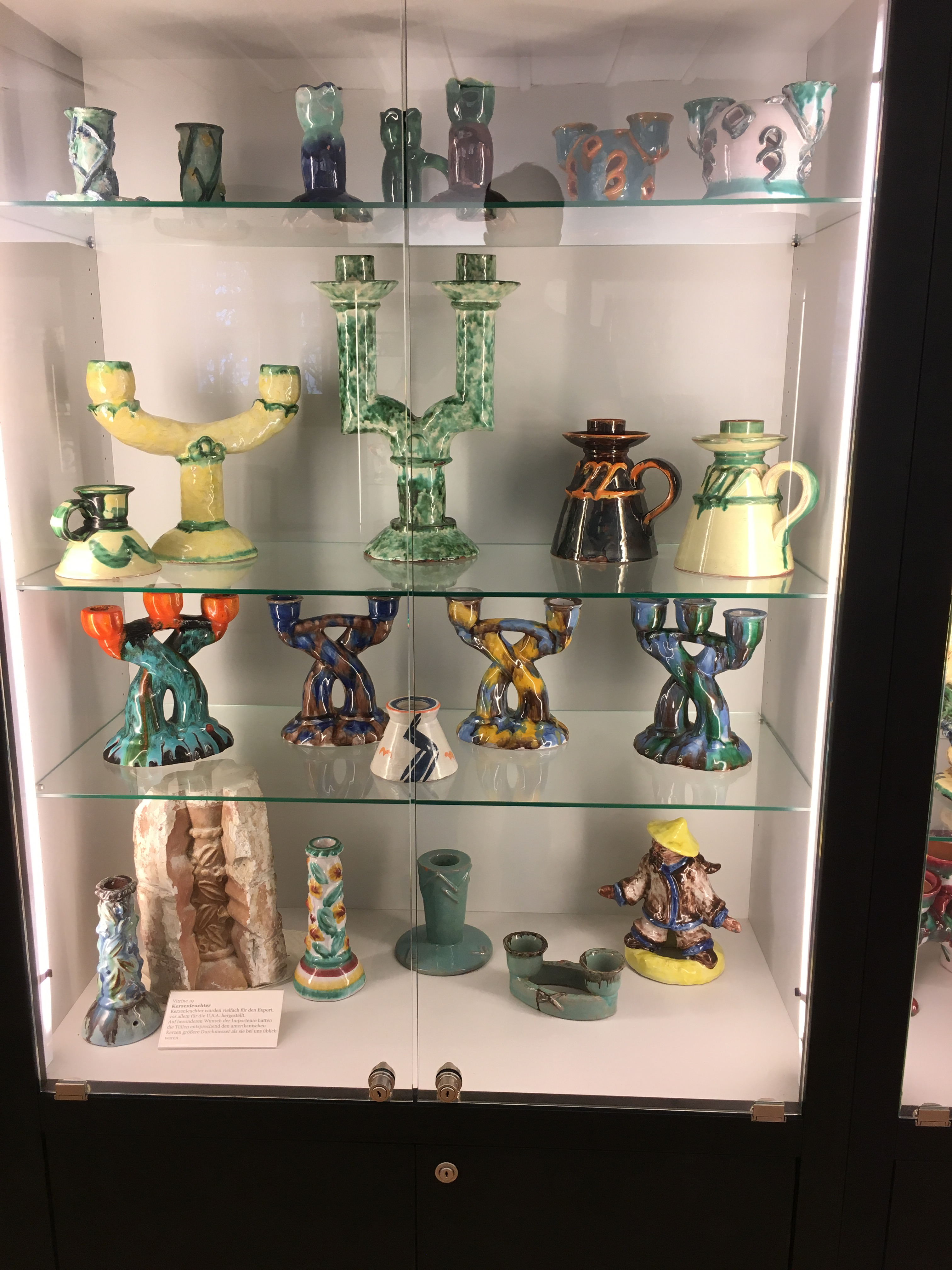
Tonindustrie Scheibbs Kerzenhalter

Fast alle Entwürfe für Kerzenleuchter stammen von Hilde Heger und waren hauptsächlich für den amerikanischen Markt bestimmt, daher sind auch die Kerzentüllen größer als in Europa üblich, weil die amerikanischen Kerzen einen größeren Durchmesser hatten. Manche der Kerzenhalter waren auch als Lampenfuß konzipiert, wie erhalten gebliebene Montagen oder Öffnungen für Kabel zeigen.

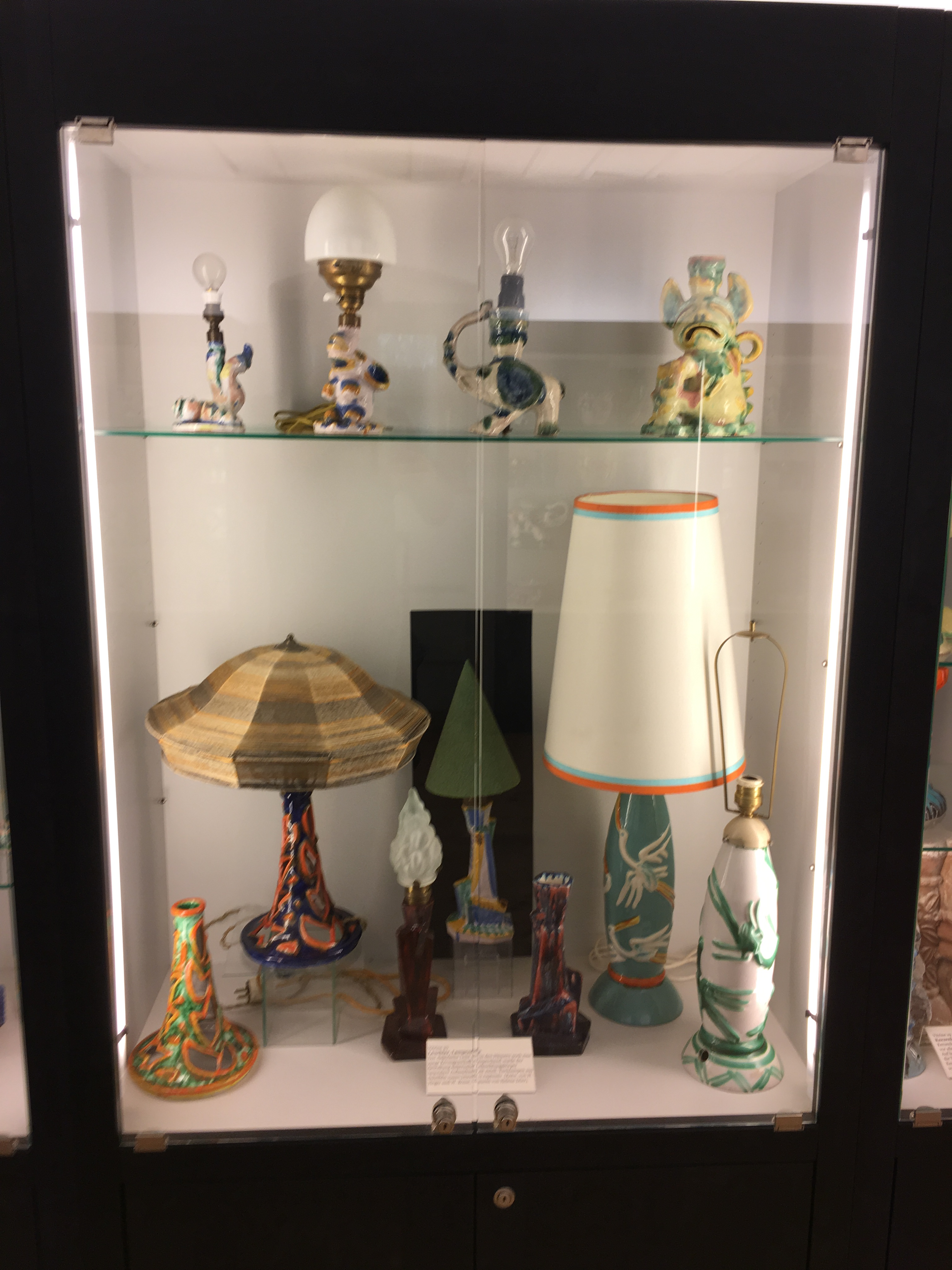
Tonindustrie Scheibbs Lampen

In den 1920ern war elektrisches Licht schon sehr verbreitet, Scheibbs war der erste Ort der Monarchie gewesen mit einer elektrischen Straßenbeleuchtung, trotzdem waren der elektrische Strom und Beleuchtung noch eine junge Errungenschaft der Technik und etwas Besonderes. Daher wurden elektrische Beleuchtungskörper wie Lampenfüße von Tischlampen besonders kunstvoll ausgeführt.

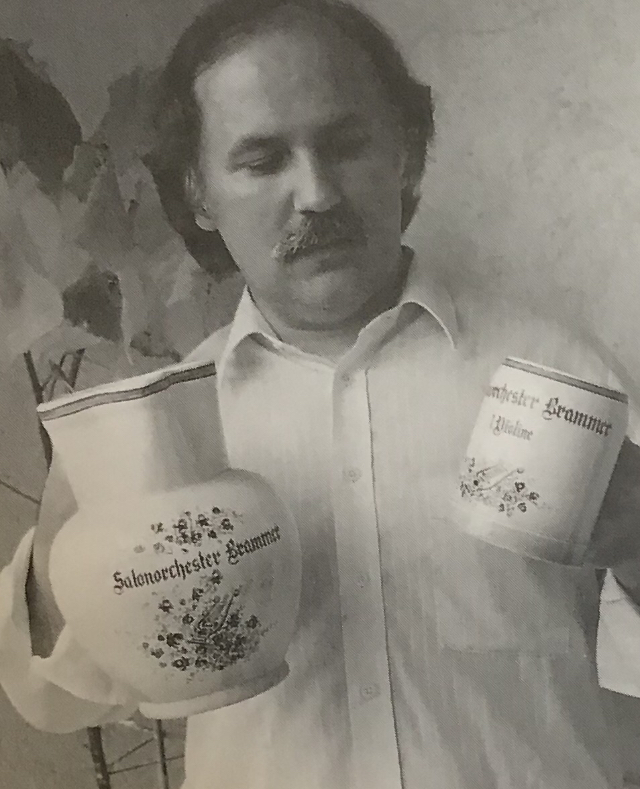
Salonorchester Brammer Krüge

Auch wurden Krüge für das Salonorchester Brammer gefertigt, welches von Vater und Onkel des Malers Josef Bramer in den 1920ern geführt wurde.

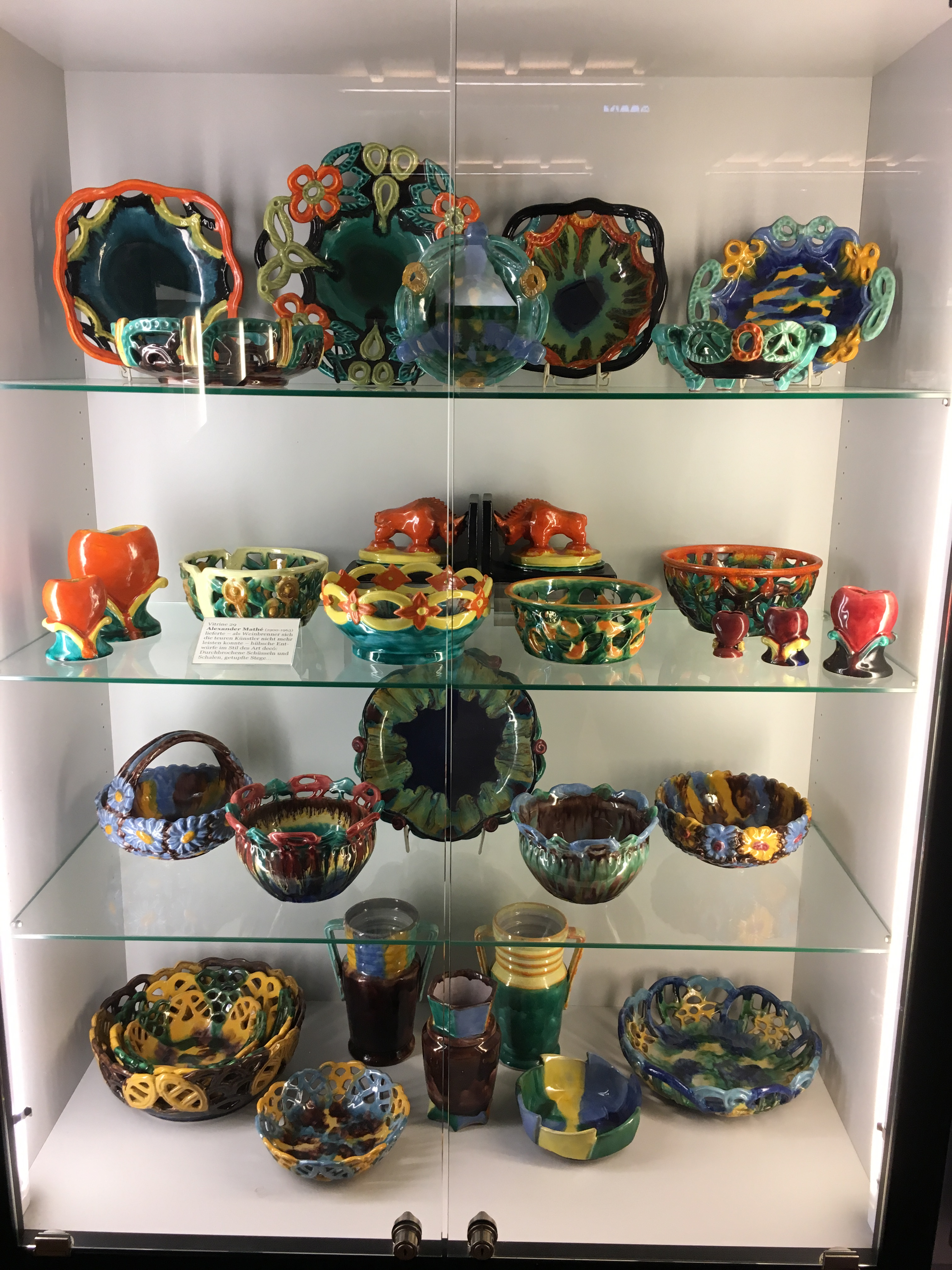
Tonindustrie Scheibbs, Art déco

Nach 1928 trat der Einfluss der Wiener Künstler stark zurück, die Waren bekamen mehr provinziellen Charakter. Glasuren und der rote Ton blieben unverändert, die Garnierungen wurden mehr und mehr bodenständig beziehungsweise alpenländisch. Nach dem Ausscheiden der Wiener Künstler war die spontane, sich immer wieder ändernde und heute noch so typisch erscheinende Bemalung zu Ende. Man glasierte die Waren frei, so gut man konnte, ohne große künstlerische Ansprüche, oder hielt sich genau an Vorlagen.

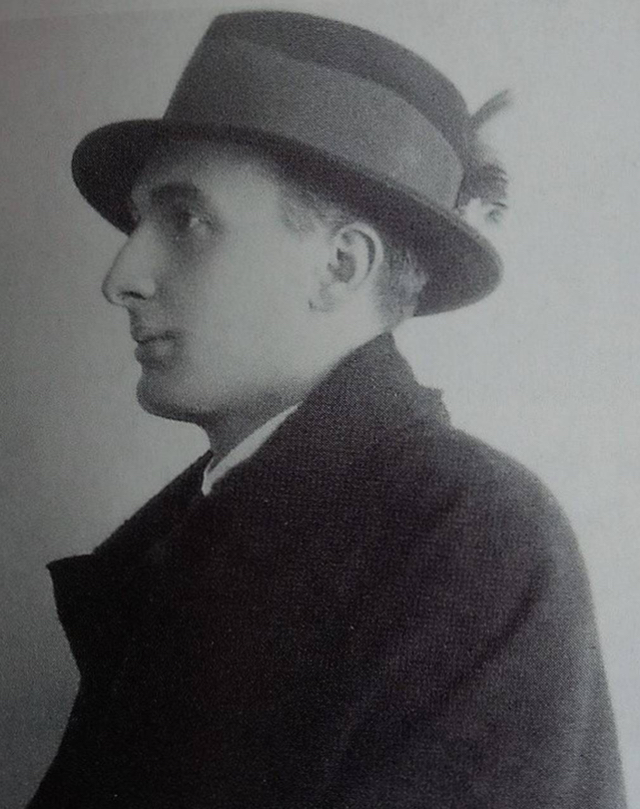
Alexander Mathé

Solche Vorlagen lieferte nun Alexander Mathé, der sich jetzt als der einzig verbliebene Künstler besser entfalten konnte. Ein letztes Aufblühen der Periode der Tonindustrie Scheibbs ließ 1929–31 hübsche Art-déco-Entwürfe von Mathé entstehen, nicht mehr die große Kunst, aber im Stil der Zeit, mit leuchtenden, durchaus gelungenen Farbzusammenstellungen.
Objekte der Tonindustrie Scheibbs erreichen heute bei internationalen Auktionen Spitzenpreise.

## Mitarbeiter
Künstlerisch: Rudolf Knörlein, Elisabeth Krippel, Adelgunde Krippel, Gudrun Baudisch, Walter Bosse, Hilde Heger, Helene Dörr, Alexander Mathé, Ria Kratzig, Josef Hoffmann, Franz Schleiß, Michael Powolny, Elisabeth Lachnit, Lotte Calm
Handwerklich: Richard und Friedrich Schmidtchen jun., Johann und Alois Illek, Florian Steinkellner, Franz Dorninger

## Nachfolge
Nach dem Konkurs 1933 und den Kurzzeiteigentümern Villeroy & Boch bzw. der bulgarischen Botschaftergattin Henriette Stoyanoff, die Silvester 1933 plötzlich verstorben war, pachteten die drei Geschäftspartner Ribal, Ettl und König 1934 den Betrieb von der Zwangsverwaltung und versuchten sich in der Erzeugung von feuerfestem Geschirr und Kunstkeramik als Friedrich Ribal Tonindustrie Marke Scheibbs. Der Versuch war nicht von Erfolg gekrönt. Unter anderem wurden in großen Stückzahlen Büsten von Dollfuß als „Heldenkanzler“ gefertigt, die sich in vielen bäuerlichen Herrgottswinkeln wiederfanden. Zur selben Zeit wurde Alexandra (Xandi) Gütersloh, Tochter von Albert Paris Gütersloh, nach Scheibbs geholt. Ob sie für den Betrieb modellierte, ist nicht bekannt. Von 1935 bis 1937 wurde der Betrieb komplett stillgelegt.
1937 pachtete der ehemalige Eisendreher, von Weinbrenner angelernte und nun arbeitslose Keramiker Franz Schmid die unter gerichtlicher Zwangsverwaltung stehende Firma vom Gericht und begann mit einigen ehemaligen Mitarbeitern auf eigene Rechnung den Betrieb wieder aufzunehmen. Erst wurden alte Modelle neu-, aber billiger in Ausführung und Glasur, aufgelegt, während des Zweiten Weltkriegs wurden Becher und Geschirr für Lazarette und Heime hergestellt, nach dem Krieg billiges Essgeschirr (Porzit) und langsam wieder Zierkeramik. Von Alexander Mathé stammen auch für den Wiederbeginn 1937 viele Glasurvorschläge für die Neuauflage alter Werknummern und in bescheidenem Umfang Entwürfe für figurale Keramik, deren Erzeugung aber bald, der Not gehorchend, mit Kriegsbeginn eingestellt wurde. Die 1937 wiedergegründete Nachfolgefirma erreichte nie mehr die Qualität der ersten zehn Jahre, produzierte aber gute Kunstkeramik im jeweiligen Stil der Zeit. Von 1937 bis 1947 wurden zum Teil alte Modelle verwendet, die einfacher oder billiger glasiert wurden, bald zierten auch Almrausch, Edelweiß und Enzian und Obstgarnierungen in vielen Varianten Schüsseln, Vasen und Schalen, die sich von anderen alpenländischen Manufakturen nur durch die leuchtenden Laufglasuren unterschieden. Von 1945 an gab es keinen roten Ton mehr, besonders auffällig ist die Ähnlichkeit mit der Volkskeramik Mürzzuschlag.

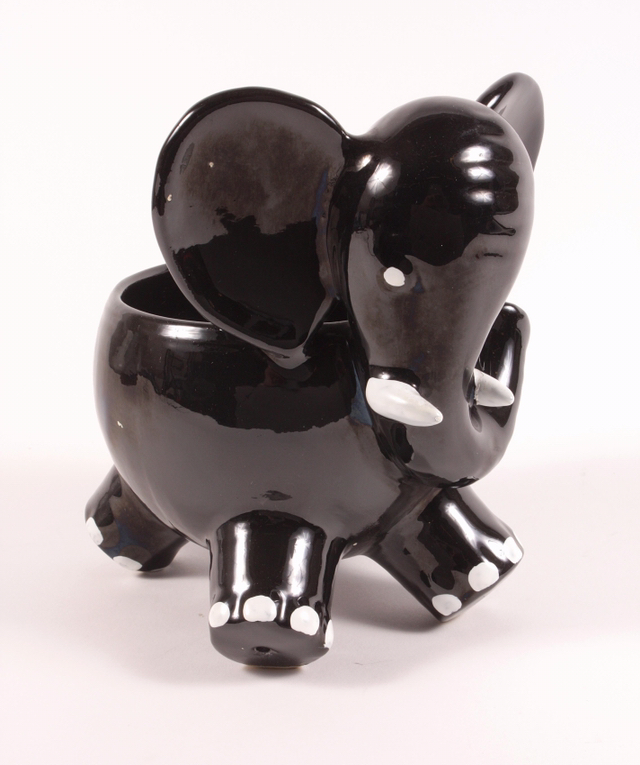
Kocis Elefant, wurde massenhaft produziert. Bestbekannter Entwurf der Nachkriegskeramik

Durch die Währungsreform 1947 war der Betrieb schuldenfrei und Theo Weinbrenner, Sohn des Gründers, übernahm die väterliche Firma unter dem Titel Keramik-Weinbrenner-Scheibbs (KWS), zu dieser Zeit wurden auch Fremdentwürfe übernommen, wie zum Beispiel der Entwurf eines schwarzen Elefantenübertopfes des Wiener Keramikers Kocis, der ab Mitte der fünfziger Jahre äußerst beliebt war und zu Tausenden produziert wurde. Weinbrenner führte die Firma bis 1957, ihm folgte seine Schwester Martha Edenberger als Leiterin. Sie war wirtschaftlich erfolgreich, suchte aber dennoch einen Ausstieg aus dem Keramikbetrieb.
Den fand sie 1964 in Wolf Dieter Miessl, einem jungen Stoob-Absolventen. Miessl pachtete zunächst, kaufte aber bald die Scheibbser Keramik und erzeugte Keramik im Stil der alten Hafnerware mit den für Stoob typischen Malhorn- und Kammzugmustern. Seit 1987 wird die Manufaktur vom Verein Lebenshilfe als geschützte Werkstätte betrieben – seit 2004 ist der Betrieb in einem neuen, eigenen Gebäude näher zum Stadtzentrum untergebracht, im historischen Betriebsobjekt befindet sich seit 2007 das Keramikmuseum Scheibbs.

## Keramikmuseum Scheibbs
Seit 2007 zeigt das Keramikmuseum Scheibbs aus der Sammlung Hans Hagen Hottenroth rund 1500 Exponate aus der Produktion der Tonindustrie Scheibbs, der Nachfolgefirma Scheibbser Keramik sowie frühere Beispiele aus der Geschichte der Keramik. Neben dieser Dauerausstellung werden laufend wechselnde Ausstellungen zu Produktionen anderer nationaler und internationaler Manufakturen gezeigt. Der 2006 gegründete Museumsverein Scheibbs sanierte das stark renovierungsbedürftige Gebäude in der Erlafstraße 32, dem heutigen Standort des Museums, mit Unterstützung der niederösterreichischen Landesregierung, der Stadt Scheibbs und privater Sponsoren. Seitdem übernimmt der Verein die Betreuung und den Betrieb des Museums.
Im Zuge des Abrisses der hölzernen Heubergbrücke, des Neubaus der Brücke wenige Meter flussaufwärts und eines Kleinwasserkraftwerks durch die EVN sowie der Beseitigung aller Gebäude und Zubauten in diesem Bereich wurde auch das Gebäude renoviert, in dem sich heute das Scheibbser Keramikmuseum befindet.